# 澳門內港碼頭

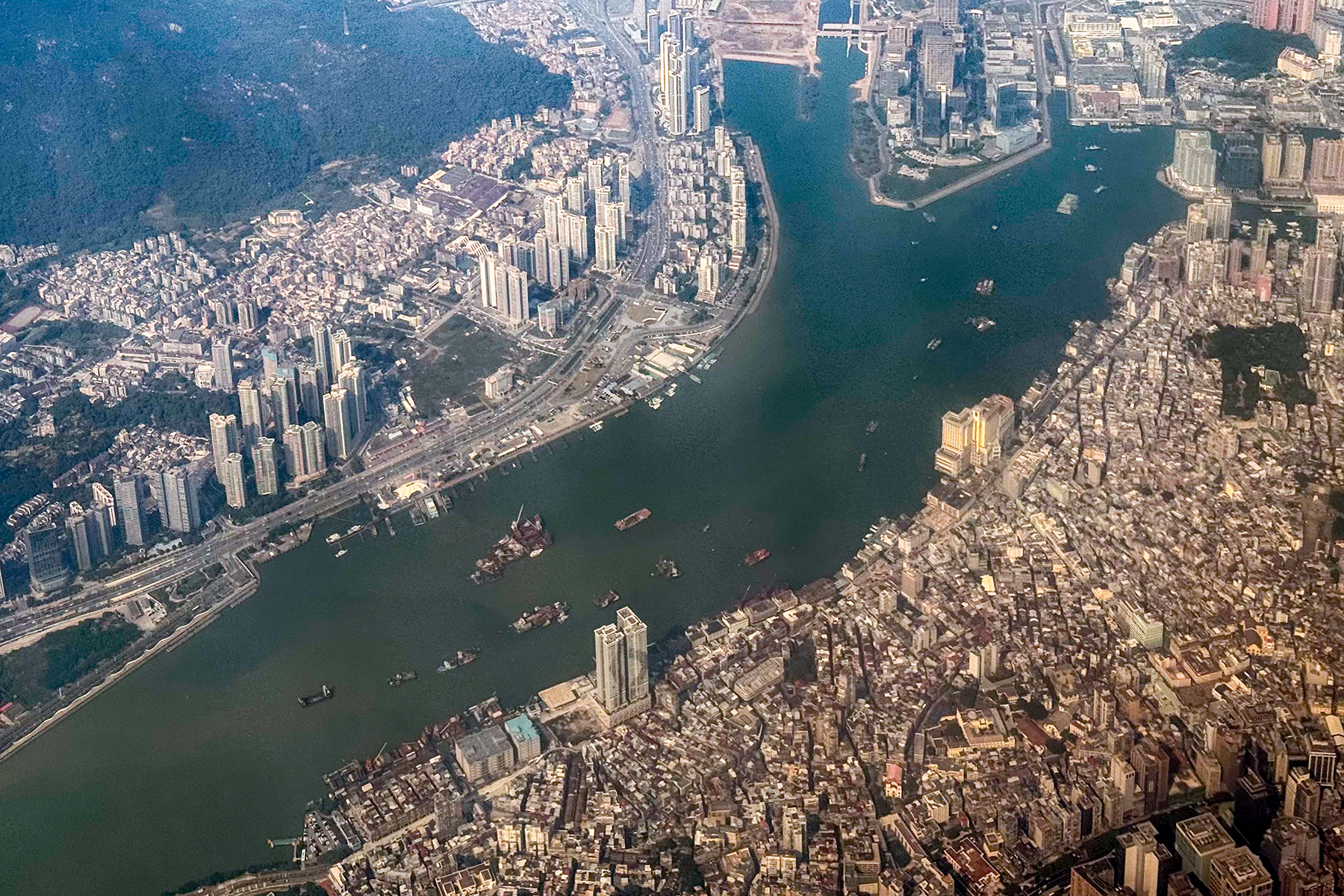
澳門半島與珠海灣仔之水道

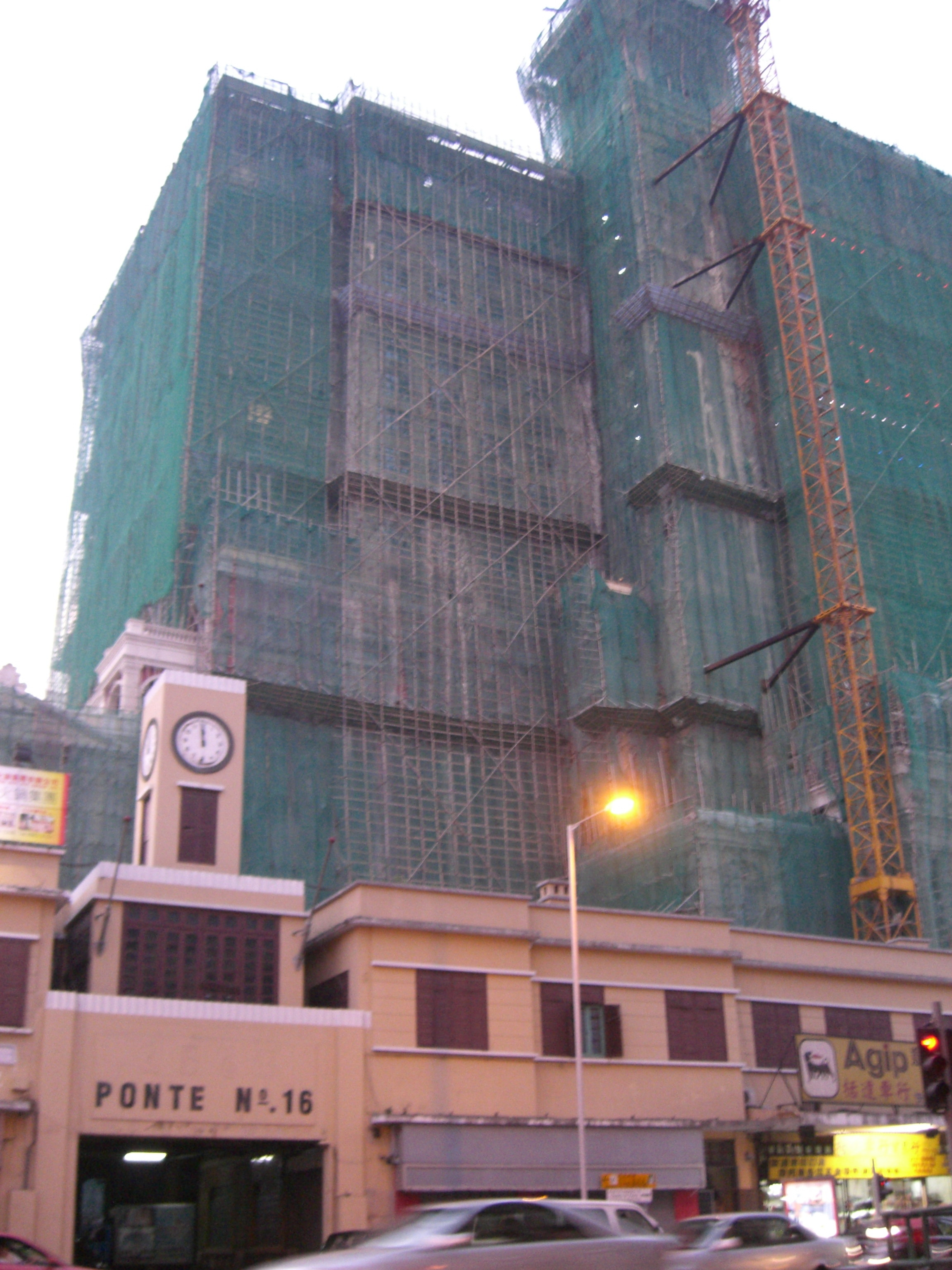
前為十六號碼頭舊有建築，後為建築中的十六浦

澳門內港碼頭（葡萄牙語：Porto Interior）是澳門歷史悠久碼頭區，以貨運、內河運輸和漁業碼頭為主。內港碼頭區共34個碼頭。

## 地理位置
澳門內港碼頭位於澳門半島西面，屬西江支流，水道處澳門半島與珠海灣仔之間。內港由12號燈塔起至筷子基尾，全長3500米。

## 沿革

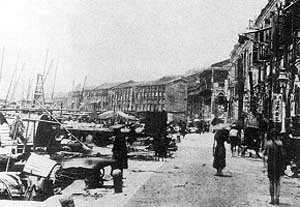
約於1900年的內港

歐美商船最早於澳門北灣作為停泊商港，其隄岸為半環形。到1860年代末，內港已成為北灣及淺灣的統稱，乃環形港口。由於貨運依賴水路，內港一帶早已為繁榮地區。據《澳門圖記》載述：「其西洋舶既入十字門者，又須由小十字門折而至南灣，又折而至娘媽角，然後抵澳。其水路至香山，須易小艇，夷舶不可到也。」由此看來，其天然水道淺窄。1868年，葡屬澳門政府將北灣填塞，並築成一道直隄小路，旁邊築有拱形鋪樓。1923年，政府再填海擴闊沿隄馬路和興建碼頭，使內港成為現代化商港。自中國實行改革開放後，內港發展為重要的海路交通樞紐，是連接香港及中國內地運輸中心和漁業港口。為擴大內港碼頭面積，葡屬澳門政府在1980年提出重建內港碼頭計劃，內港航道在1984年加寬至50米。內港碼頭在20世紀80年代澳門漁業的興盛時期，漁船雲集，魚欄林立。區域內皇宮娛樂場及金碧娛樂場，增添了內港一帶的繁華。據1985年統計，澳門內港共38個碼頭，其上倉庫有12座（不包括商人自用倉庫）。
自20世紀60-70年代，外港碼頭搬遷始令內港海路樞紐角色產生根本性變化。1998-1999年娛樂場相繼遷離、漁業式微和路環九澳深水港在1990年投入運作等不同原因，內港的商業活動逐漸減退。不少沿線的碼頭遭丟空或閒置。1990年，葡屬澳門政府開始《內港重整計劃》將內港劃分為港口活動區域與非港口活動區域，並設立一個專為客運碼頭、商業及服務行業使用的中間區域。1995年，《內港重整計劃》之港口活動區域重新分配為三個用途區域：一般貨運用途、商業活動及服務業用途、漁業有關之活動及非貨櫃方式之一般貨運用途。2001年度澳門施政報告亦清晰表達重振內港的意願。澳門博彩股份有限公司配合澳門政府振興舊城區政策，於2002年在十六號碼頭動土興建十六浦。
2023年9月21日，政府跨部門公布“內港23號及25號碼頭活化計劃”，其中內港23號及25碼碼頭建築頭興建於1948年，60年代後由祐德船務公司經營，改名為祐德碼頭，主要經營澳門至香港的定期貨運；而25號碼頭興建於1950年，名為裕和碼頭，早期經營澳門至江門客貨運。計劃以內港23號及25號碼頭為關鍵節點，帶動人流走進舊區探索，往東串接白鴿巢、大三巴的世遺核心區及內港舊區、往南引流至新馬路、福隆新街及下環媽閣一帶，協同周邊的片區活化項目，開拓更多文旅新體驗，豐富社區旅遊的多樣性和吸引力。計劃由新濠博亞（澳門）股份有限公司負責，以“保育-活化-共生”為主題，糅合文化、藝術、餐飲、特色商店、休憩及海上空間等元素，旨在推動社會經濟、文化及旅遊項目，達至可持續發展的“共生”。
2023年9月27日，政府跨部門公布「新馬路片區活化計劃」，包括重點活化及保育14號及16號碼頭，以及「澳門皇宮」，其中「澳門皇宮」活化後將停泊於重整後的14號碼頭，同時重整金碧文娛中心，屆時引入潮流產品到金碧文娛中心，為片區增加新活力點，亦將提供平台予澳門中小企售賣特色或原創商品。計劃當中有部份文物建築屬於企業物業，即內港14及16號碼頭，以及「澳門皇宮」屬澳娛物業，政府毋須投入相關預算，因此活化計劃總預算1,200萬元。澳娛綜合表示於2023年初對14號及16號碼頭開展計劃，並已向工務局入則，預計在同年年底或2024年初可開展硬件工程，預計項目建設需時兩年，計劃於2025年或不遲於2026年推出相關項目。
2024年11月5日，澳門特別行政區政府修改與十六浦（其母公司為澳娛綜合）的批地合同，承批公司放棄十六號碼頭在內、面積共四千多平方米土地，交回政府，而位於十四號碼頭及內港客運碼頭之間的閒置待發展的一側會建成一幢商業樓宇及廣場，包括重臨的「澳門皇宮」船舶。
2024年11月中下旬，內港23及25號碼頭修復及活化工程正式動工，該工程由長江建築公司投得負責，判給價1,400多萬元，工期為198天。

## 事件

### 2013年6月漁船火警事件
2013年6月9日上午，內港南舢舨碼頭對開漁船錨泊區一艘長約三十米的拖網漁船發生爆炸並起火，港務局立即啟動「內港漁船防火應變計劃」。珠海漁政，海關和港務局等多艘消防船隻趕抵現場射水灌救。 經初步調查，起火時船上無人，事故中無人受傷，漁船船主於事故發生後返回現場了解情況，港務局拖輪於下午二時將肇事漁船拖往內港14號碼頭靠泊。並協助泵走積水。漁船已嚴重焚毀、港務局派員檢驗肇事漁船，調查事故原因。

### 2021年2月三艘漁船火警事件
2021年2月3日，兩艘錨泊在內港爹美刁施拿地馬路廿八號碼頭對出海面的漁船先後起火，火勢乘風勢蔓延並波及另一拖船船尾，政府跨部門海上救援船隊出動滅火，在大約半小時後，三艘起火船隻先後被救熄，事件中有三名男子獲救，其中一人頭部受傷，確切起火原因待查。有受影響船主表示，事發時在家中得知火善後嘗試叫現場海關通知“水上的士”，搭乘其他漁民出海“救船”，但無人理會，只能眼白白望着漁船起火。她稱船隻受損嚴重，質疑當局救援不力。

## 另見
- 內港客運碼頭
- 澳門皇宮

## 外部連結
- 內港黃金歲月2007：昔日繁華